# Elecciones de Baden-Wurtemberg de 1988
Las elecciones estatales en Baden-Württemberg de 1988 se llevaron a cabo el 20 de marzo. Los cuatro partidos representados en el Parlamento sufrieron pérdidas electorales, sin embargo, fueron capaces de defender su posición relativa. La CDU, liderada por el ministro-presidente Erwin Teufel, de hecho perdió la mayoría absoluta del voto popular, pero conservó la mayoría absoluta de los escaños. Los grandes ganadores fueron los partidos minoritarios, pero ninguno de ellos logró entrar en el Parlamento.
Los resultados fueron:
| Partido Político | Partido Político                            | Porcentaje | Escaños |
| ---------------- | ------------------------------------------- | ---------- | ------- |
|                  | Unión Cristianodemócrata de Alemania (CDU)  | 49.05      | 66      |
|                  | Partido Socialdemócrata de Alemania (SPD)   | 32.05      | 42      |
|                  | Alianza90/Los Verdes (GRÜ)                  | 7.85       | 10      |
|                  | Partido Liberal de Alemania (FDP/DVP)       | 5.86       | 7       |
|                  | Partido Nacionaldemócrata de Alemania (NPD) | 2.09       | 0       |